# Gignotettix burri
Gignotettix burri är en insektsart som beskrevs av Hancock, J.L. 1909. Gignotettix burri ingår i släktet Gignotettix och familjen torngräshoppor. Inga underarter finns listade i Catalogue of Life.